# HADES
HADES – jeden z modułów systemu dyspozytorskiego MSD-80, opracowany na przełomie lat 70. i 80. XX wieku w Zakładzie Systemów Sterowania (BS-3) Ośrodka Badawczo-Rozwojowego Systemów Mechanizacji, Elektrotechniki i Automatyki Górniczej SMEAG w Katowicach. Bazą sprzętową systemu był minikomputer PRS-4 wyposażony w wydzielony kanał przemysłowy i oprogramowanie, umożliwiające akwizycję sygnałów dwustanowych, których źródłem były zainstalowane w podziemiach kopalni czujniki stanu pracy maszyn i urządzeń.
Prototyp systemu HADES zainstalowano w lutym 1980 roku w kopalni Moszczenica. Pozytywne rezultaty eksploatacji spowodowały instalację systemu w następnych 25 kopalniach. W połowie lat 80. XX wieku sprzedano ponadto 6 systemów HADES do Chin, a 8 do Rumunii.

## Przeznaczenie
HADES przeznaczony był do monitorowania procesu technologicznego oraz wybranych parametrów bezpieczeństwa kopalni. Wykorzystywano w tym celu informacje o pracy maszyn urabiających caliznę węglową (kombajny, strugi), urządzeń odstawy oddziałowej (przenośniki ścianowe zgrzebłowe i podścianowe), urządzeń odstawy głównej (ciągi przenośników taśmowych), urządzeń transportu urobku (wagony, lokomotywy), urządzeń załadowczych i wyładowczych (punkty załadunku i rozładunku wagonów), urządzeń transportu szybowego (maszyny wyciągowe, skipy) oraz wybranych parametrów bezpieczeństwa (ciśnienie wody w rurociągach przeciw pożarowych, ciśnienia sprężonego powietrza, stan pracy wentylatorów głównego przewietrzania i wentylatorów lokalnych, lutniowych).  Wyniki pracy systemu w postaci raportów i wykresów udostępniano obsłudze na ekranie monochromatycznego, alfanumerycznego monitora oraz w postaci wydruków, a także ujawniano na statycznych tablicach synoptycznych.

## Historia powstania
W początkach lat 70. XX wieku w Głównym Instytut Górnictwa w Katowicach opracowano podsystem I-EAD przeznaczony do prowadzenia ewidencji i analiz informacji dyspozytorskich, głównie w zakresie identyfikacji przerw technologicznych i awarii występujących w kopalnianych ciągach technologicznych. W dyspozytorni kopalnianej instalowano rejestratory cyfrowe, które dostarczały dyspozytorowi istotnych informacji o pracy maszyn i urządzeń  oraz przygotowywały dane źródłowe do dalszego przetwarzania w Centralnym Ośrodku Informatyki Górnictwa. Wyniki przetwarzania w postaci bilansu czasu pracy i czasu przerw przodków, statystyki awarii według przyczyn, charakterystyki pracy punktów załadowczych i poziomów wydobywczych oraz innych analiz i zestawień, dostarczane były kierownictwu kopalni dla usprawnienia organizacji pracy. System rozszerzał krąg odbiorców informacji dyspozytorskiej również poza kopalnię i służył do prowadzenia między kopalnianych porównań. Miał również umożliwić kontrolę wykorzystania ciągów technologicznych w kopalniach węgla kamiennego.
W ramach tego projektu w Zakładzie Automatyzacji Powierzchniowej Zakładów Konstrukcyjno-Mechanizacyjnych Przemysłu Węglowego w Katowicach opracowano serię stało programowych rejestratorów cyfrowych SMC-1T i SMC-2 oraz klawiatury pozwalające wprowadzać informacje niemierzalne między innymi przyczyny awarii i przerw technologicznych. W 1975 roku rejestratory stało programowe zastąpiono minikomputerem SMC-3 i systemy na nim bazujące wdrożono w latach 1975–1976 między innymi w kopalniach: Wieczorek, Wujek, Staszic i Zofiówka, gdzie realizowały funkcje rejestracji pracy maszyn i urządzeń dołowych dla dokładnej lokalizacji oraz identyfikacji przyczyn postojów ciągów technologicznych. Ze względu na ujawnianie danych o pracy poza kopalnię systemy nie spotkały się z przychylnym przyjęciem i mimo starań COIG nie zostały rozpowszechnione.
Wtedy wdrożony w kopalni Zofiówka system zmodyfikowano tak by służył kontroli przebiegu produkcji i bilansowania wydobycia tylko dla potrzeb kopalni. Nie przewidziano ujawniania danych poza kopalnię.
Urządzenia dołowe kopalni, których praca objęta była rejestracją podzielono na dwie grupy:
- urządzenia ścianowe (kombajn, przenośnik ścianowy, przenośnik podścianowy, pierwszy przenośnik odstawy oddziałowej),
- kolejne przenośniki odstawy głównej.

Każde z wymienionych urządzeń dostarczało jednego sygnału (załączone-wyłączone) oprócz kombajnu, który miał dodatkowo czujnik urabiania. Ponadto każdemu urządzeniu ścianowemu przypisano liczniki: czasu pracy, postojów zawinionych i liczby załączeń. Czasem pracy kombajnu był czas urabiania. Przodek ścianowy składający się z 4 urządzeń (oznaczanych K, S, P, O — odpowiednio kombajn, przenośnik ścianowy, przenośnik podścianowy, odstawa) mógł się znajdować w stanie pracy lub postoju. Jeśli wszystkie urządzenia pracowały przodek był w stanie pracy. Stan pracy przodka kończył się, jeśli którekolwiek z urządzeń ścianowych zostało wyłączone. Określano wtedy winowajcę postoju jako pierwsze zatrzymane urządzenie. Informacje ujawniano w postaci komunikatów i raportów na ekranie monitora monochromatycznego, alfanumerycznego (dyspozytor) oraz wydruków na drukarce znakowej mozaikowej (dozór wyższy).
Raport o pracy przodków ścianowych ukazywał 2-minutowe odcinki upływającej zmiany dla wszystkich urządzeń ścianowych i zbiorczo dla przodka oraz zawierał bilans wydobycia z przodka (szacowany na podstawie czasu urabiania kombajnu oraz wyliczanego, co dobę współczynnika korekcyjnego), a ponadto czas pracy urządzeń i przodka, liczbę postojów zawinionych i liczbę załączeń. Raport ten miał postać:
- wykresu pracy przodka (przy czym symbole K, S, P, O oznaczały winowajcę postoju, symbol . pracę przodka, symbol T postój technologiczny),
- wykresów pracy urządzeń ścianowych (symbol . oznaczał pracę urządzenia, symbol + postój niezawiniony, symbol - postój zawiniony, symbol T postój technologiczny).

Na przełomie lat 70. i 80. XX wieku doświadczenia uzyskane w kopalni Zofiówka zostały wykorzystane w projekcie systemu HADES.